# Winthemia analiselia
Winthemia analiselia är en tvåvingeart som beskrevs av Thompson 1963. Winthemia analiselia ingår i släktet Winthemia och familjen parasitflugor. Inga underarter finns listade i Catalogue of Life.